# جزیره بزرگ (فیلم ۲۰۱۹)
جزیره بزرگ (انگلیسی: Grand Isle) یک فیلم سینمایی هیجان انگیز و اکشن آمریکایی محصول سال ۲۰۱۹ به کارگردانی استفان کامپانلی و با بازی نیکلاس کیج است. 
این فیلم در تاریخ ۶ دسامبر ۲۰۱۹ در ایالات متحده آمریکا منتشر شد. 

## داستان
یک پدر (لوک بنوارد) متهم به قتل شده است. برای اثبات بی گناهی خود باید حوادث شب گذشته را به یک کارآگاه پلیس بازگو کند. 

## بازیگران
- نیکلاس کیج در نقش والتر (جانباز ویتنام)
- کی‌دی استریکلند
- لوک بنوارد
- یواس‌اس استارک
- کلسی گرمر در نقش کارآگاه جونز
- سولای هنائو در نقش کارآگاه نیوتن
- امیلی ماری پالمر در نقش لیزا

## تولید
فیلمبرداری در داخل و اطراف گرند آیل، لوئیزیانا انجام شده است.  